# نادي المرور
نادي المرور الرياضي هو فريق كرة قدم عراقي يقع مقره في مدينة الصدر، بغداد، ويلعب في الدوري العراقي الدرجة الأولى.

## روابط خارجية
- نادي المرور على Goalzz.com
- أندية العراق - تواريخ التأسيس